# Лэй Фэн
Лэй Фэн (кит. трад. 雷鋒, упр. 雷锋, пиньинь Léi Fēng; 18 декабря 1940 — 15 августа 1962) — китайский сирота, воспитанный Народно-освободительной армией Китая, «безымянный герой», жизненный подвиг которого полностью заключался в бескорыстной помощи старшим товарищам, крестьянам и старикам.
Посмертно прославлен китайской пропагандой как образец безупречного альтруизма и верности коммунистическим идеалам, пример для воспитания молодёжи.
Реальность Лэй Фэна сейчас подвергается глубокому сомнению; распространено мнение, что он — лишь созданный пропагандой образ.

## Официальная биография

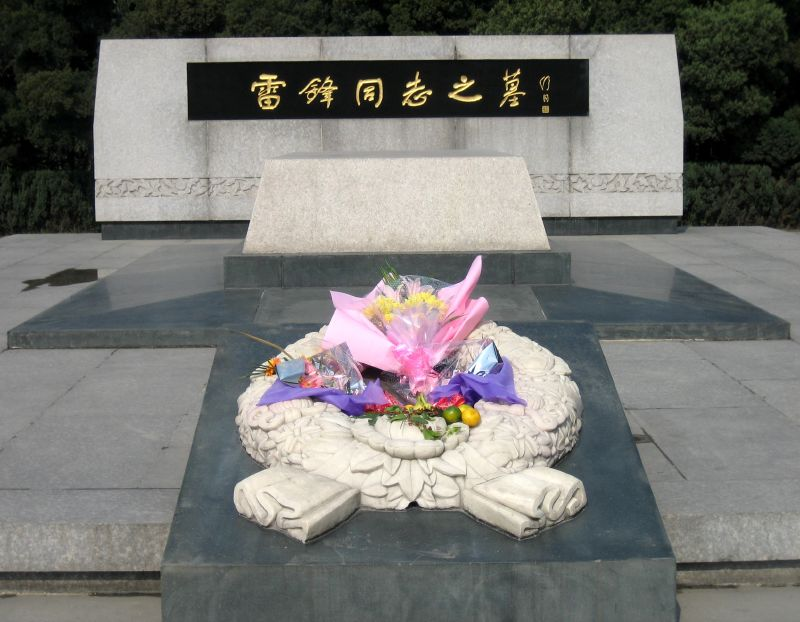
Мемориал Лэй Фэна в городе Фушунь

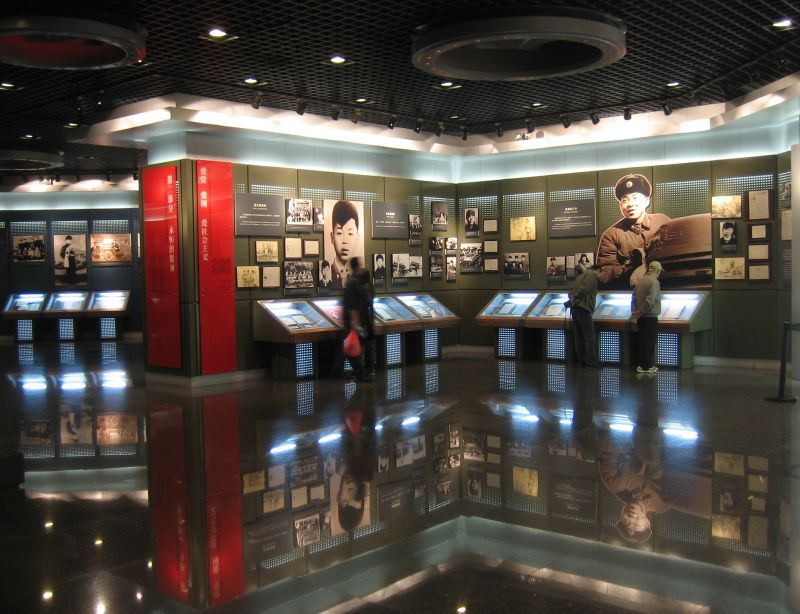
Экспозиция музея Лэй Фэна (Фушунь)

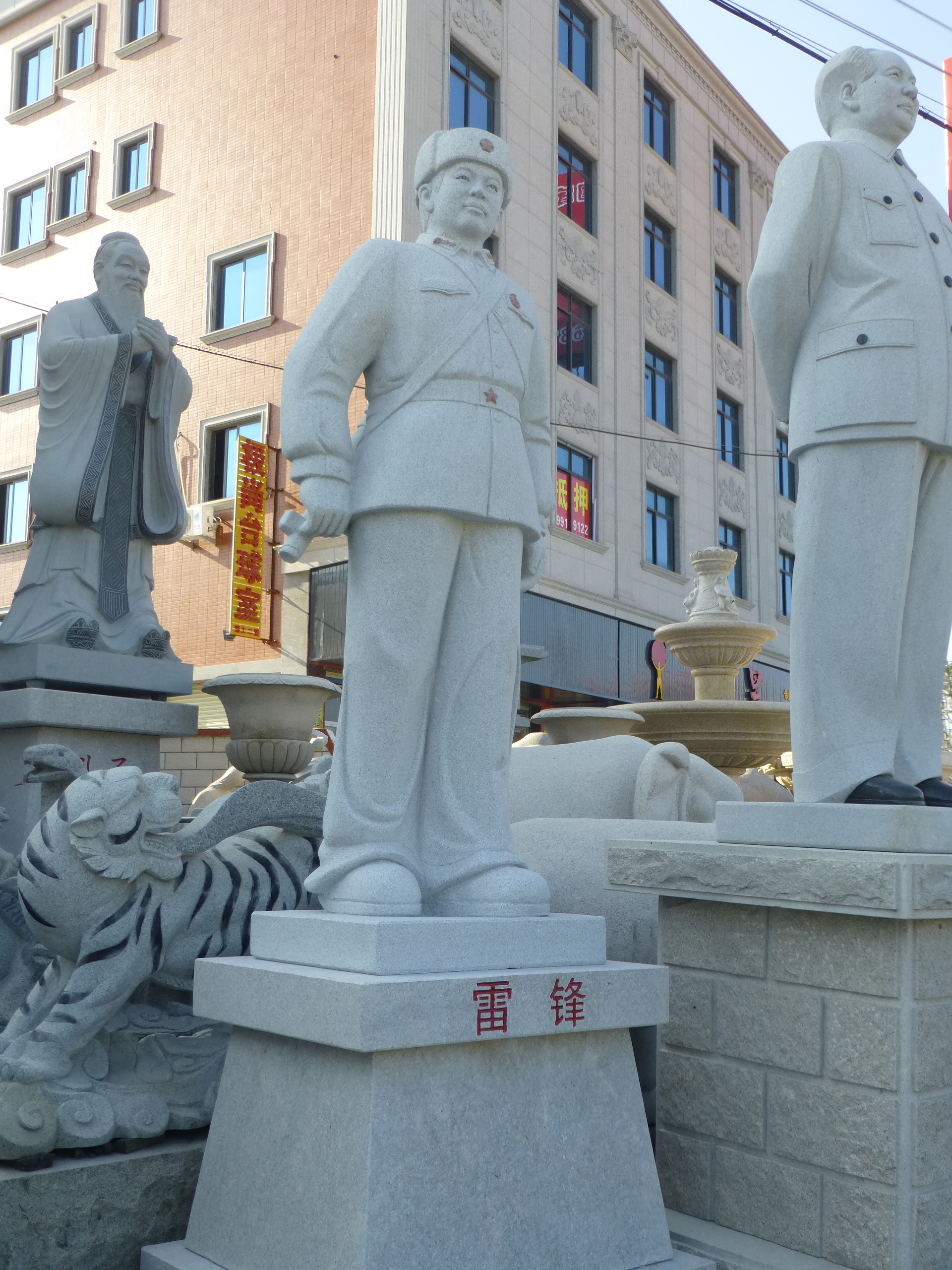
Статуи Конфуция, Лэй Фэна и Мао Цзэдуна — продукция камнерезной фабрики в уезде Хойань

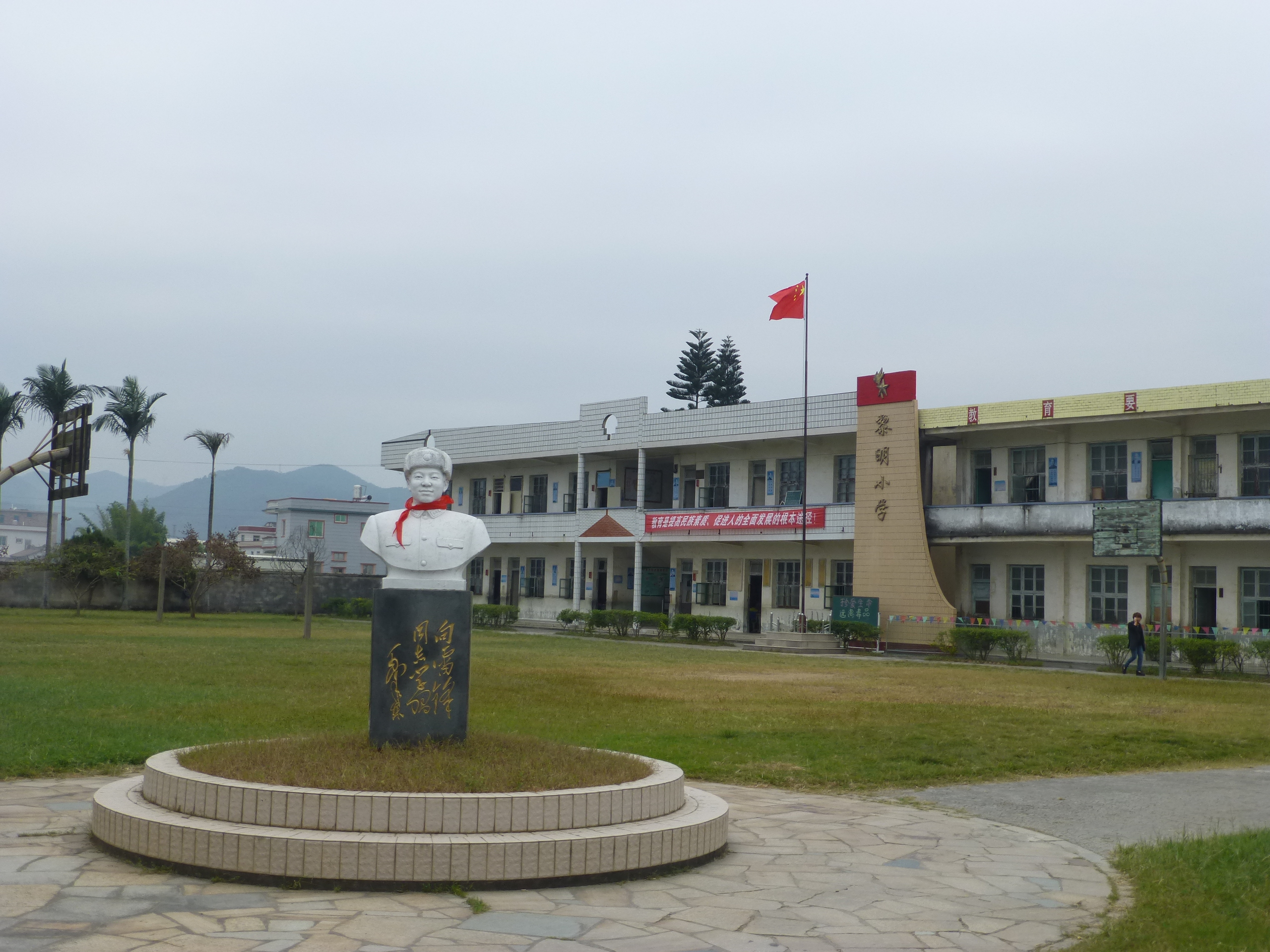
Бюст Лэй Фэна во дворе начальной школы (город Лунхай, Фуцзянь)

Лэй Фэн родился в бедной крестьянской семье близ в уезде Чанша (территория современного района Ванчэн) провинции Хунань. Во время японо-китайской войны родители, участвовавшие в сопротивлении оккупантам, были убиты, Лэй Фэн и ещё шестеро детей остались сиротами.
После освобождения провинции был подобран солдатами НОАК, в 1949 году зачислен в детский корпус.
В 1954 году стал пионером. 8 февраля 1957 года вступил в Китайский коммунистический союз молодёжи.
Трудясь на объектах народного хозяйства, показал себя, как образцовый рабочий, передовик производства и активист социалистического строительства.
В январе 1960 года был призван в НОАК и ноябре того же года принят в Коммунистическую партию Китая.
Как имевший 4 класса образования, был назначен на должность младшего командира автомобильного подразделения. Неоднократно поощрялся за образцовое несение службы, бережное обращение с вверенным военным имуществом, обучение солдат профессии водителя.
Всё свободное время он посвящал оказанию любой возможной помощи своим товарищам, местному населению, работе со школьниками, отдавал нуждающимся свои личные накопления, так как искренне считал величайшим счастьем посвятить жизнь служению людям.
15 августа 1962 года, находясь с подразделением в городе Фушунь провинции Ляонин, в результате несчастного случая в автопарке сержант Лэй Фэн получил тяжёлую травму головы, от последствий которой скончался в возрасте 21 года.
После смерти был обнаружен личный дневник Лэй Фэна, полный слов благодарности и клятв в верности воспитавшей его «Партии-матери».

## Образ героя
Через некоторое время после гибели Лэй Фэна группа молодёжи обратилась к руководству страны и партии с письмом, содержавшим рассказ о молодом коммунисте и о положительном влиянии, которое за свою недолгую жизнь он оказал на людей как внутри армейского коллектива, так и за его пределами.
2 марта 1963 года в молодёжной газете «Чжунго циннянь бао» впервые были опубликованы слова Председателя КПК Мао Цзэдуна: «Учитесь у товарища Лэй Фэна».
5 марта 1963 года этот призыв, поддержанный руководителями государства и мгновенно превратившийся в лозунг, был перепечатан центральной газетой «Жэньминь жибао» и другими периодическими изданиями, что вызвало массовый отклик по всей стране, нуждавшейся в новом герое — простом человеке — после провала политики Большого Скачка.
Идеализированный образ Лэй Фэна, созданный в эпоху Культурной революции, до настоящего времени продолжает использоваться в патриотическом воспитании детей и молодёжи КНР. Хотя изменения политической и экономической обстановки, произошедшие с 1960-х годов, уже не позволяют безусловно считать его примером для подражания, Цзян Цзэминь в своём выступлении 5 марта 1990 года призвал сограждан и далее учиться у Лэй Фэна, переносить его дух на строительство социализма с китайской спецификой.
В Китае имя героя стало понятием нарицательным: человека, бескорыстно служащего обществу, называют «живым Лэй Фэном».

## Сомнения в историчности
Подробности жизни Лэй Фэна, представленные в официальной пропагандистской кампании, спорны. В то время как некто по имени Лэй Фэн, возможно, существовал, ученые в целом считают, что человек, изображённый в кампании, почти наверняка является фабрикацией. Некоторые наблюдатели отметили, например, что пропаганда представила коллекцию из двенадцати фотографий «Лэй Фэна, делающего добрые дела». Фотографии были сделаны очень профессионально, и изображали Лэя, который по официальной версии был обычным, не знаменитым молодым человеком, делающим повседневные дела. В эссе 1977 года Сьюзен Зонтаг отметила, что эти фотографии «добрых дел Лэй Фэна» «изображают сцены, при которых, очевидно, не мог присутствовать фотограф».
Расхваленные официальной пропагандой подробности жизни Лэй Фэна сделали его предметом насмешек и цинизма со стороны отдельных слоев китайского населения. Джон Фрейзер вспоминал: «Любой китаец, с которым я когда-либо говорил за пределами официальных мероприятий, всегда фыркал при упоминании Лэй Фэна». В интервью 2012 года в «New York Review of Books» китайский диссидент и блогер Жань Юньфэй отметил моральные и образовательные последствия кампании Лэй Фэна, а именно контрпродуктивный характер преподавания добродетели с помощью сфабрикованного персонажа.
Опрос 2008 года, проведенный агентством «Синьхуа», отметил, что большое количество учащихся начальной школы имеют смутные знания о жизни Лэй Фэна, а 68 процентов опрошенных не читали дневник Лэй Фэна.